# ピエール・ファン・ホーイドンク
ピエール・ファン・ホーイドンク（オランダ語: Pierre Van Hooijdonk、1969年11月29日 - ）は、オランダ・北ブラバント州ステーンベルヘン出身の元同国代表サッカー選手、現サッカー指導者。現役時代のポジションはFW（CF）。

## 経歴
1969年に生まれたが、この時には既にモロッコ系の実父は母の元を去っていた。
1989年、ローゼンダールでデビューし若手の成長株として頭角を表す。1991年にはNACブレダへ移籍し、実力を発揮。1994年のルクセンブルク戦でオランダ代表デビューを果たした。1995年にセルティックへ移籍すると、その後もノッティンガムやフィテッセ、ベンフィカに在籍。1998年のフランスW杯では韓国戦で得点を挙げた。
2001-02シーズンにはフェイエノールトへ移籍し、エースとして活躍。UEFAカップ優勝に貢献するとともに、リーグでは24得点をマークし得点王に輝いた。2003-04シーズンにフェネルバフチェへ移籍。ここでも24得点を挙げて得点ランクリーグ2位となり、翌シーズンと合わせてリーグ連覇に貢献する。
2005-06シーズンに古巣NACブレダに復帰したが、監督交代後は出場機会が減少。フェイエノールトへ移籍した。2007年、現役を引退。

## 家族
息子のシドニー・ファン・ホーイドンクもサッカー選手。

## エピソード
ロビン・ファン・ペルシとはフェイエノールト時代のチームメイトだが、不仲であることで知られる。2014年のワールドカップ時に代表戦のTV放送での解説を務めたファン・ホーイドンクは、大会前からの怪我の影響で低調だったファン・ペルシ批判の先鋒となった。その後ファン・ペルシはワールドカップでの最終戦である3位決定戦でゴールを決めた。試合後にファン・ペルシは「ピエールの言う事は騒ぎを起こすだけで議論になっていない。彼はゴルフでもやっているべき」とインタビューで語るなど未だに両者に確執があることを示した。

## 代表歴

### 出場大会
- オランダ代表
  - 1998 FIFAワールドカップ (ベスト4)

### 試合数
- 国際Aマッチ 46試合 14得点（1994年-2004年）[4]

| オランダ代表 | 国際Aマッチ | 国際Aマッチ |
| 年           | 出場        | 得点        |
| ------------ | ----------- | ----------- |
| 1994         | 1           | 0           |
| 1995         | 1           | 0           |
| 1996         | 2           | 2           |
| 1997         | 5           | 2           |
| 1998         | 6           | 2           |
| 1999         | 2           | 1           |
| 2000         | 3           | 0           |
| 2001         | 8           | 3           |
| 2002         | 1           | 0           |
| 2003         | 5           | 1           |
| 2004         | 12          | 3           |
| 通算         | 46          | 14          |

## タイトル

### クラブ
セルティック
- スコティッシュカップ : 1994-95

ノッティンガム
- ディヴィジョン・ワン : 1997-98

フェイエノールト
- UEFAカップ : 2001-02

フェネルバフチェ
- スュペル・リグ : 2003-04, 2004-05

### 個人
- スコティッシュ・プレミアリーグ得点王 : 1995-96（26得点）
- フットボールリーグ・ファーストディヴィジョンPFAチーム・オブ・ザ・イヤー : 1997-98
- フットボールリーグ・ファーストディヴィジョン得点王 : 1997-98（29得点）
- ノッティンガム・フォレストFC年間最優秀選手賞 : 1998
- UEFAカップ : 2001-02（8得点）
- エールディヴィジ得点王 : 2001-02（24得点）
- オランダ年間最優秀選手賞 : 2001-02